# Grauschopf-Brillenvanga
Der Grauschopf-Brillenvanga (Prionops poliolophus) oder Grauschopf-Brillenwürger ist eine Vogelart aus der Unterfamilie der Brillenwürger (Prionopinae) innerhalb der Familie der Vangawürger (Vangidae).
Der Vogel kommt im Südwesten Kenias und angrenzend im Norden Tansanias vor.
Der Lebensraum umfasst offene, mit Akazien und Korbblütlern der Gattung  Tarchonanthus bewachsene Savanne, Galeriewald, auch mit vereinzelten Bäumen und Büschen bewachsenes Grasland von 1200–2200 m Höhe. In größeren Höhen kommt stattdessen der Weißschopf-Brillenvanga (Prionops plumatus) vor.
Der Artzusatz kommt von altgriechisch πολιός poliós, deutsch ‚grau‘ und altgriechisch λόφος lóphos, deutsch ‚Kamm, Mähne‘.
Dieser Brillenwürger ist weitgehend ein Standvogel.

## Merkmale
Die Art ist 23–26 cm groß und wiegt etwa 49 g. Der Vogel hat eine etwa 2 cm lange buschige, spitz zulaufende Haube aus grauen bis dunkelgrauen Federn ab der Scheitelmitte nach hinten, kürzere Haubenfedern mit weißen Spitzen von der Stirn bis zu den Zügeln, ist dunkelgrau im Nacken, hat einen schwärzlichen Halbmond hinter den grauen Wangen und Ohrdecken und ein breites weißes Halsband. Die Oberseite ist glänzend grünlich schwarz, die Flügel schwarz mit breiter weißer Binde auf den Handschwingen, die innersten Federn tragen weiße Spitzen, die äußeren 5 Armschwingen haben breite weiße Spitzen, so dass eine lange weiße Flügelbinde entsteht und ein weißer endständiger Spiegel. Die äußeren Schwanzfeder sind fast gänzlich weiß, die übrigen tragen weiße Spitzen, abnehmend bis zu den beiden innersten Steuerfedern. Kinn und Kehle sind grau, die Flanken gräulich, der Nacken sowie die übrigen Regionen der Unterseite sind weißlich mit schwärzlichen Flecken seitlich an der Brust. Die Flügelunterseite ist schwarz, die Iris leuchtend gelb mit orangefarbenem Augenring ohne Augenlappen, der Schnabel ist schwärzlich, die Beine und Füße sind orangerot. Die Geschlechter unterscheiden sich nicht. Jungvögel haben eine kürzer Haube und dunkle Augen.
Die Art unterscheidet sich vom Weißschopf-Brillenvanga hauptsächlich durch die Größe, den dunkler grauen Kopf mit schwärzlichen Flecken seitlich an der Brust und durch das Fehlen eines Augenringes.
Die Art ist monotypisch.

## Stimme
Die Lautäußerungen werden als schnatternde, schnurrende, absteigende, raue, rollende und kratzende Töne beschrieben, tiefer und gutturaler als beim Weißschopf-Brillenwürger (Prionops plumatus). Schnabelschnalzen ist charakteristisch, ebenso wie der Chorgesang der Gruppe.

## Lebensweise
Die Nahrung besteht vermutlich hauptsächlich aus Insekten, die in Gruppen von 4–9 Vögeln, manchmal auch in gemischten Jagdgemeinschaften gesucht werden.
Die Brutzeit ist nicht genau bekannt, es findet gemeinschaftliche Brutaufzucht („cooperative breeding“) statt. Das Nest wird 3–5 m Höhe in Büschen oder in größerer Höhe (bis 18–20 m), in Bäumen angelegt.

## Gefährdungssituation
Der Bestand gilt als „potentiell gefährdet“ (Near Threadened).